# Asterophrys
Asterophrys là một chi động vật lưỡng cư trong họ Nhái bầu, thuộc bộ Anura. Chi này có 2 loài và không bị đe dọa tuyệt chủng.

## Loài
- Asterophrys eurydactyla (Zweifel, 1972)
- Asterophrys foja (Günther, Richards & Tjaturadi, 2016)
- Asterophrys leucopus Richards, Johnston & Burton, 1994
- Asterophrys marani (Günther, 2009)
- Asterophrys pullifer (Günther, 2006)
- Asterophrys slateri Loveridge, 1955
- Asterophrys turpicola (Schlegel, 1837)